# Great Catworth
Great Catworth var en civil parish fram till 1885 när den uppgick i Catworth i grevskapet Huntingdonshire i England. Civil parish var belägen 15 km från Huntingdon och hade 598 invånare år 1881.